# Hypodoxa multidentata
Hypodoxa multidentata är en fjärilsart som beskrevs av Louis Beethoven Prout 1916. Hypodoxa multidentata ingår i släktet Hypodoxa och familjen mätare. Inga underarter finns listade i Catalogue of Life.